# ملین واکر
ملین واکر (انگلیسی: Melaine Walker؛ زادهٔ ۱ مارس ۱۹۸۳) دونده دو سرعت اهل جامائیکا است. وی در مسابقات کشوری و بین‌المللی در مجموع برندهٔ ۱۳ مدال طلا، ۷ مدال نقره، ۵ مدال برنز شده‌است.